# Choquinha-listrada
Formigueiro-estriado-ocidental, choquinha-listrada ou trovoada-listrada (nome científico: Drymophila devillei) é uma espécie de ave da família Thamnophilidae.
Pode ser encontrada nos seguintes países: Bolívia, Brasil, Colômbia, Equador e Peru.
Os seus habitats naturais são: florestas subtropicais ou tropicais húmidas de baixa altitude.